# اچ. دوک

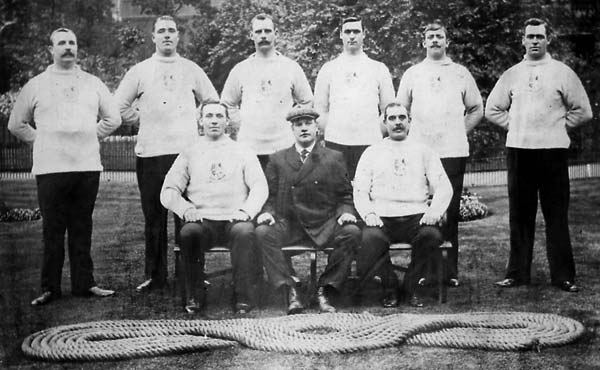
تیم طناب‌کشی بریتانیا در المپیک تابستانی ۱۹۰۸

اچ. دوک (انگلیسی: H. Duke) ورزشکار طناب‌کشی اهل بریتانیا بود. از افتخارات وی میتوان به کسب مدال طلا طناب‌کشی در بازی‌های المپیک تابستانی ۱۹۰۸ اشاره کرد.